# Eupithecia achyrdaghica
Eupithecia achyrdaghica är en fjärilsart som beskrevs av Eugen Wehrli 1929. Eupithecia achyrdaghica ingår i släktet Eupithecia och familjen mätare. Inga underarter finns listade i Catalogue of Life.